# Étienne Dujardin-Beaumetz
Pour les articles homonymes, voir Dujardin-Beaumetz et Beaumetz (homonymie).
Henri Charles Étienne Dujardin-Beaumetz, connu aussi en tant qu'artiste-peintre sous le nom Étienne Beaumetz,, né le 29 septembre 1852 à Passy et mort le 27 septembre 1913 à La Bezole (Aude),, est un artiste-peintre et homme politique français.

## Biographie
Étienne est le fils de Thadée Urbain Hippolyte Dujardin-Beaumetz, médecin, maire adjoint du 10e arrondissement de Paris en 1848, puis préfet du Puy-de-Dôme, et de Clémence Lepère.
Il participe en tant que volontaire à la guerre de 1870 ce qui influence sa carrière de peintre, il se consacre à la peinture de sujets militaires. Il sera ainsi amicalement surnommé le capitaine des pompiers de Montretout.
Il est formé aux Beaux-Arts de Paris par Louis Roux et le peintre Alexandre Cabanel,, puis Émile Bin, il est installé près de Montmartre.
Il expose au Salon des artistes français dès 1875 une toile militaire, En reconnaissance. Il y présentera aussi Les voilà (épisode de la guerre 1870-1871, au ministère de la Guerre), Le général Lapasset brûlant ses drapeaux (1812), Salut à la Victoire et Portrait de M. Dujardin-Baumetz, de l'Académie de Médecine (son frère). En 1880, il y obtient une médaille de 3e classe et remporte aussi une mention honorable à l'Exposition universelle de Paris de 1889. 
Il participe à l'amélioration de la condition des artistes par la création de la société libre des artistes français et par la revue l'Art Libre dont il est cofondateur en 1880 avec Numa Coste, Émile Zola, Paul Alexis et Marius Roux.
Étienne Dujardin-Beaumetz se fiance en 1879 avec Louise Milliet, artiste peintre anticléricale âgée de vingt-cinq ans, fille des républicains Félix et Louise Milliet. Ils rompent cependant lors de la préparation du mariage, Dujardin-Beaumetz refusant un mariage civil, préférant un mariage catholique, pour la galerie, même s'il n'est pas lui-même religieux. 
Il épouse ensuite la peintre Marie-Louise Petiet, artiste Limouxine, le 4 février 1886 à Paris dans le 16e arrondissement, puis s'installe dans l'Aude. 
Il est l'oncle de la peintre Rose Dujardin-Beaumetz,.
Son portrait a été réalisé par Adolphe Déchenaud en 1906, il est conservé au musée d'Orsay.

### Le peintre
Il expose dès 1875.
- 1875 - En reconnaissance à Ville-Evrard, siège de Paris, 1870
- 1876 - Les Mobiles évacuant le plateau d'Avron pendant le bombardement
- 1877 - L'Infanterie de soutien
- 1877 - En Retraite
- 1879 - L'attaque d'un château
- 1880 - Les voilà ! 1870[15] qui lui vaut une médaille
- 1881 - Le Bataillon Des Gravilliers Pour La Frontiere[16]
- 1882 - Le général Lapasset brûlant son drapeau, musée Petiet de Limoux[17]
- 1883 - Les libérateurs
- 1884 - La garnison quittant Belfort
- 1884 - À Champigny
- 1885 - À la baïonnette
- 1885 - La dernière faction
- 1887 - Ils ne l'auront pas
- 1888 - Salut à la victoire (bataille de Coulmiers)

Il reçoit une mention à l'Exposition universelle de 1889, date à laquelle il abandonne la peinture pour la politique.

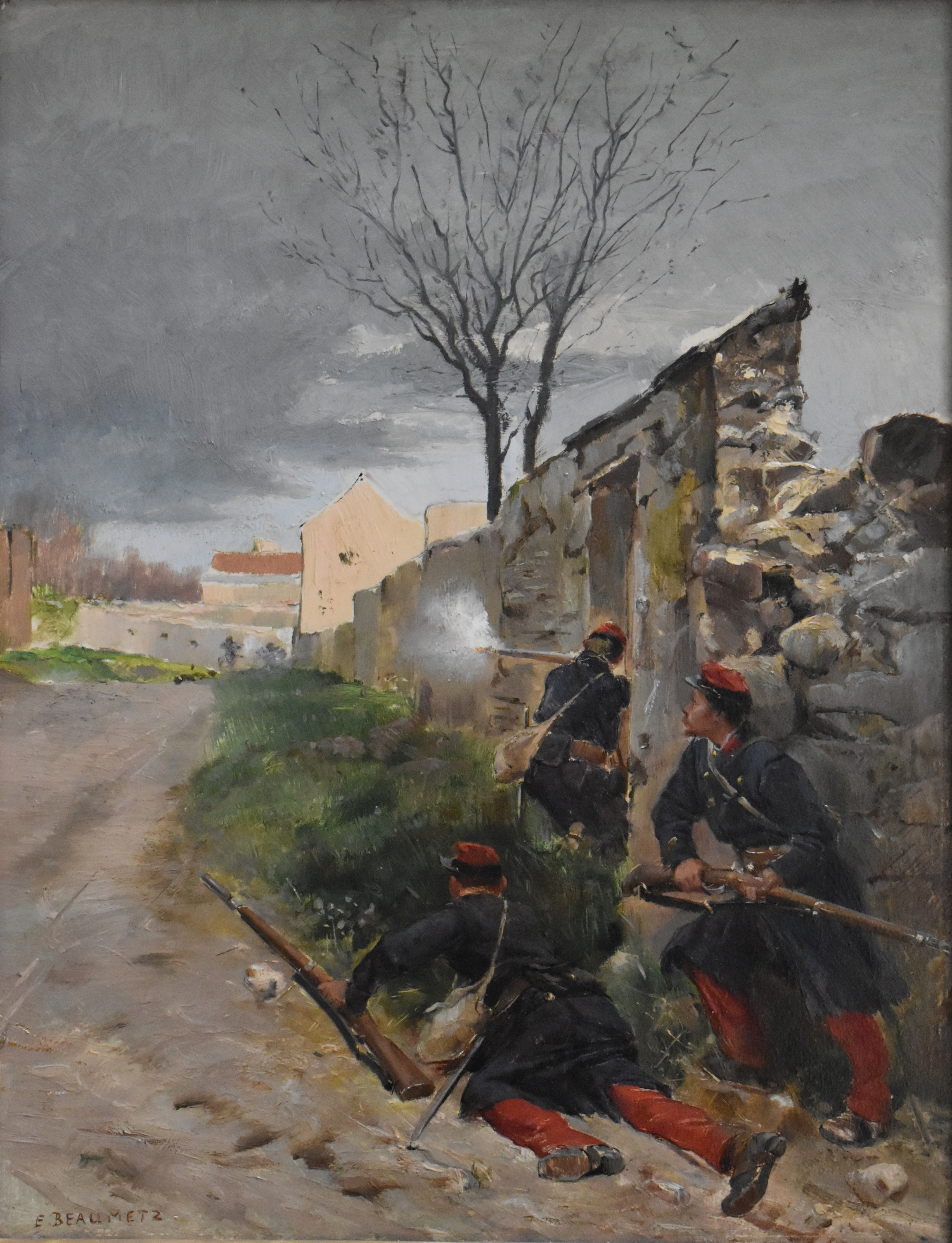
L'embuscade (musée Petiet).
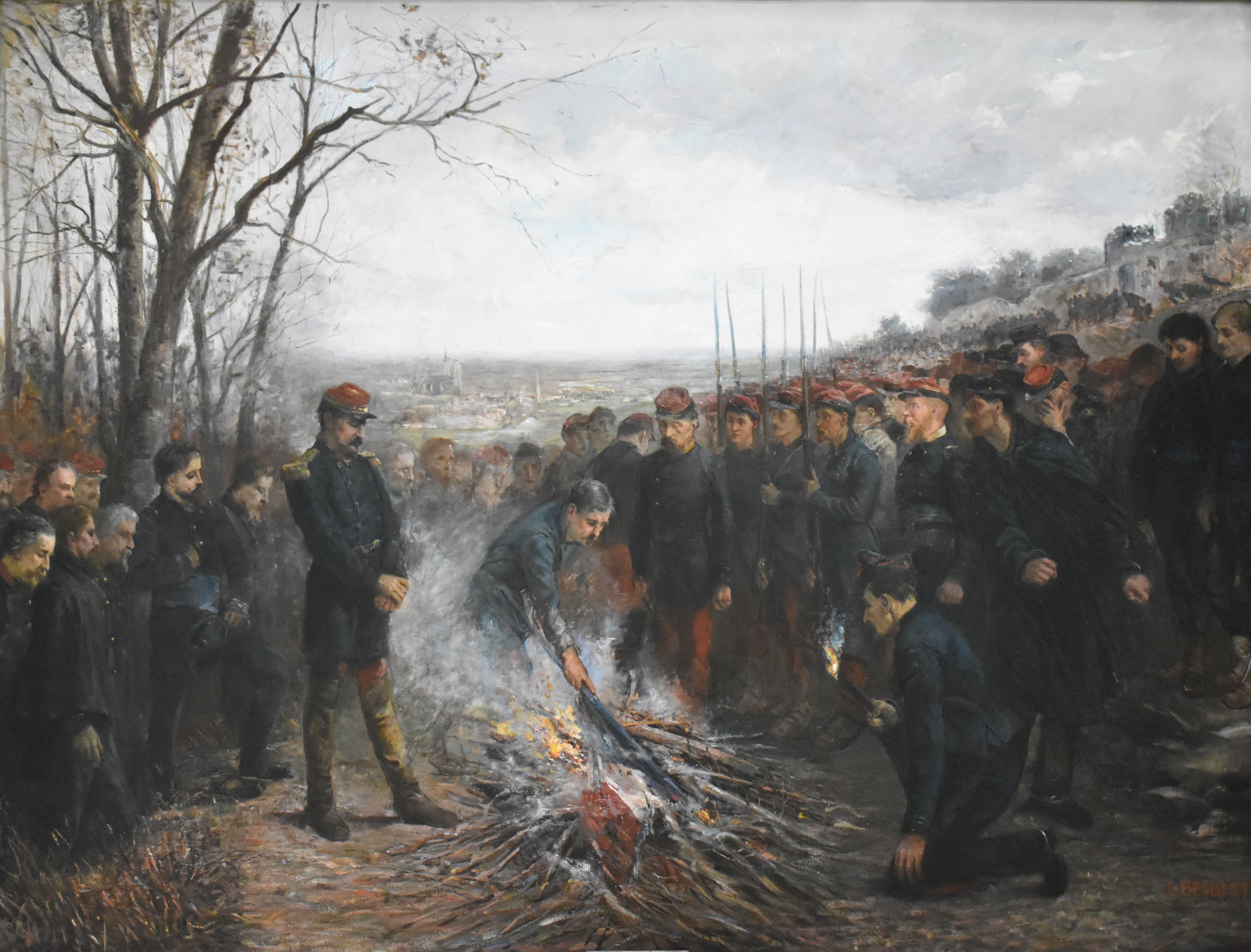
Le général Lapasset brûlant son drapeau (Salon de 1882, musée Petiet).
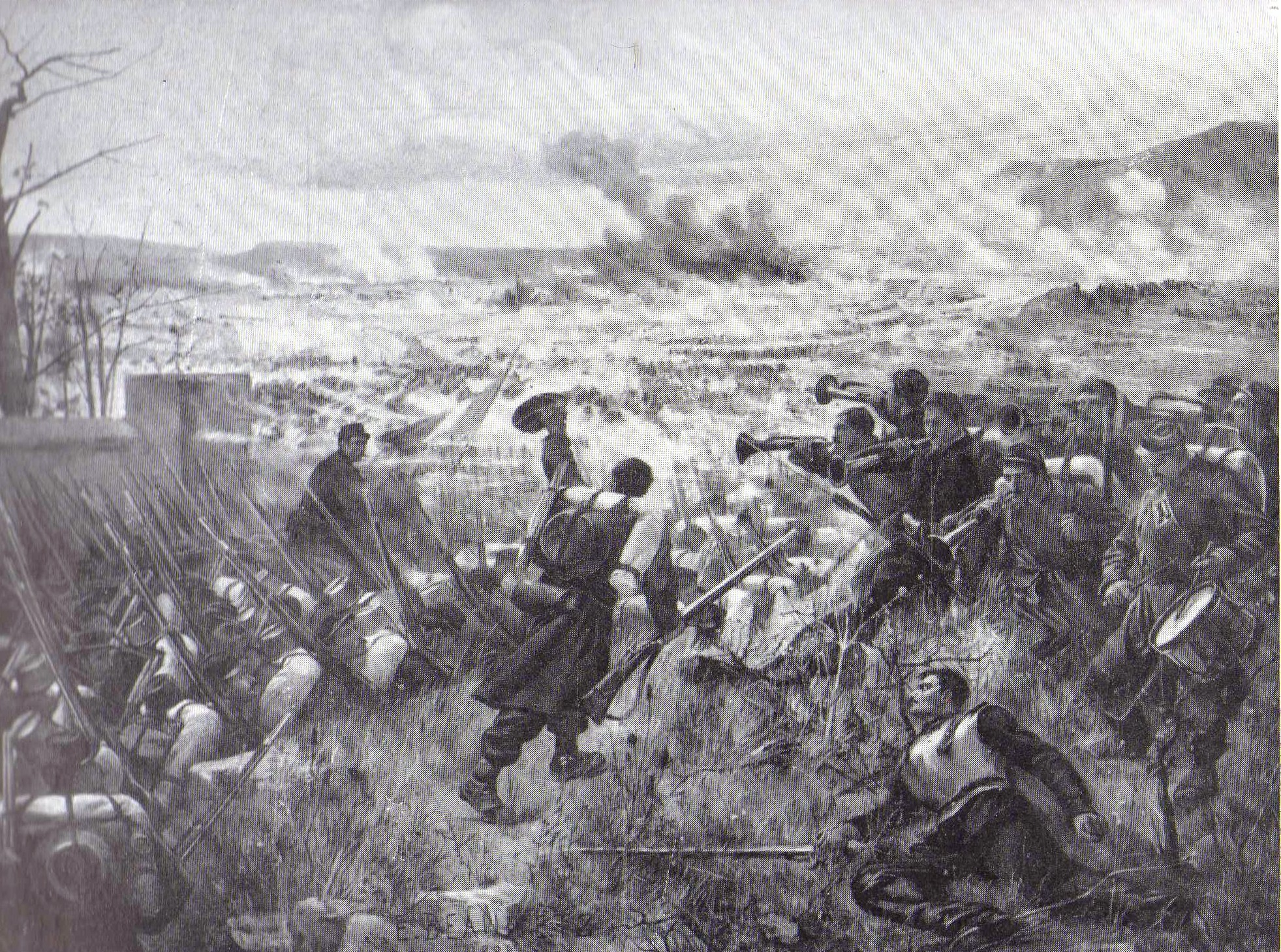
Salut à la victoire.
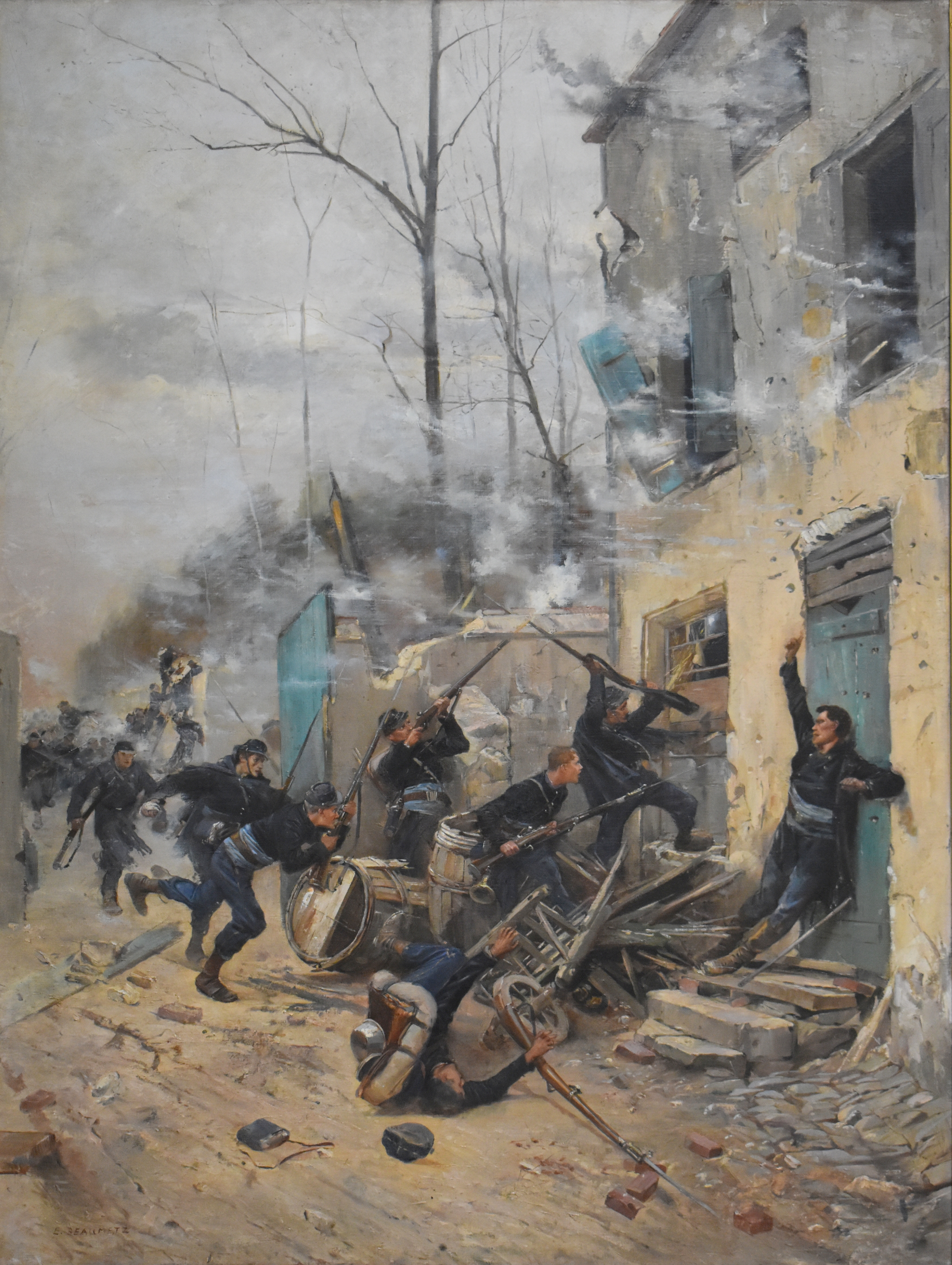
À la baïonnette (Salon de 1885, musée Petiet).
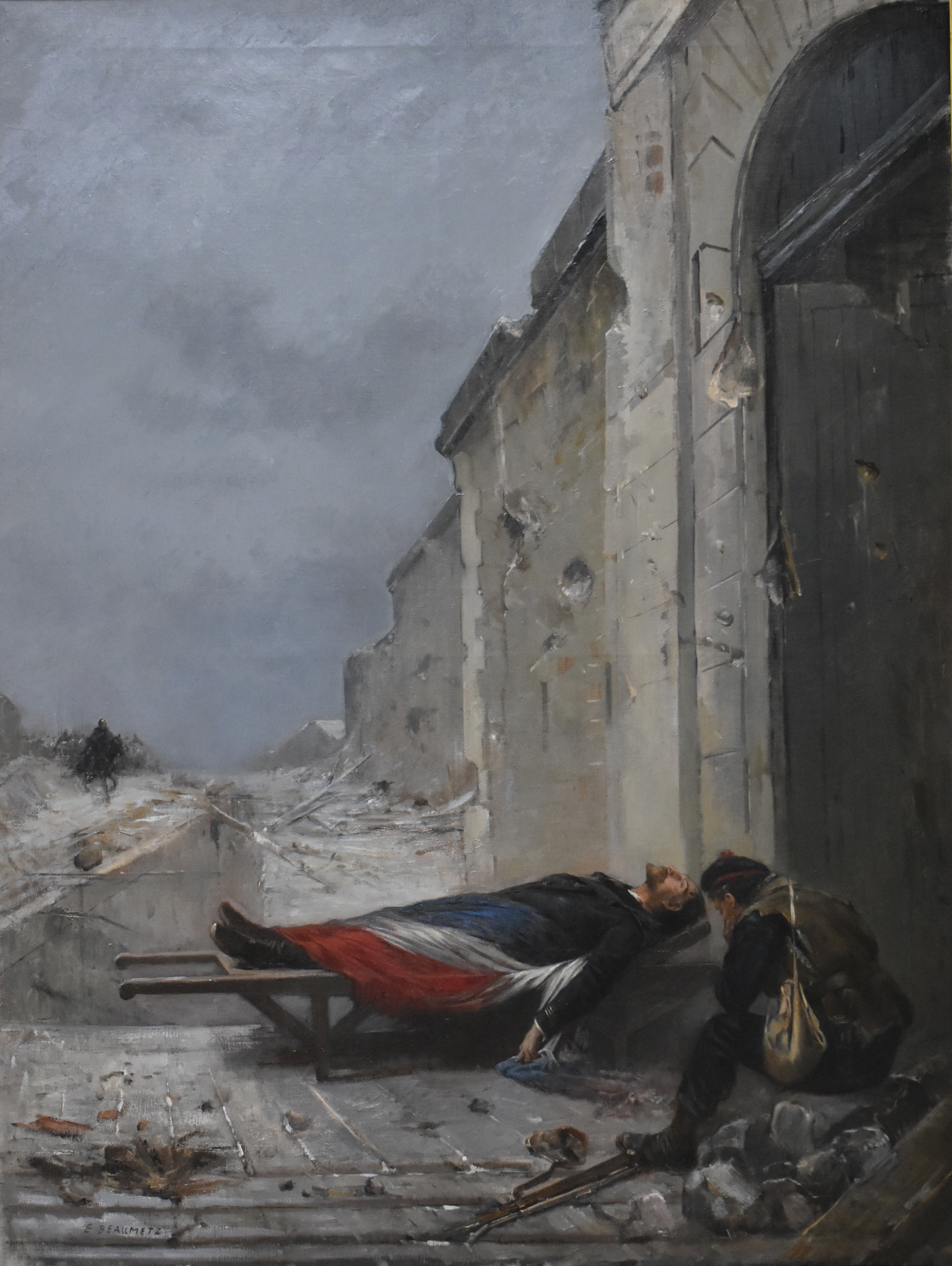
La dernière faction (Salon de 1885, musée Petiet).

### L'homme politique
- Député du parti républicain de 1889 à 1893 puis de la Gauche radicale de l'Aude jusqu'en 1912, il accède à la présidence du groupe de la gauche radicale en 1896 et occupe ce poste pendant deux ans.
- Sénateur Gauche démocratique de l'Aude de 1912 à 1913.
- Sous-secrétaire d'État aux Beaux-Arts du 25 janvier 1905 au 14 janvier 1912 dans divers gouvernements (gouvernement Maurice Rouvier...)
- Conseiller général du canton de Limoux dès 1887
- Président du conseil général de l'Aude, 1893-1894, 1898-1901, 1903-1905, 1907-1908.

Dès 1891 Henri Dujardin-Beaumetz s’interroge sur le rôle que l’État doit jouer en matière d’art, il pense qu’ « il y a, depuis bien longtemps, dans notre pays, un malentendu sur le rôle que l’État doit jouer en matière d’art : les uns pensent que l’État doit diriger le mouvement artistique du pays ; les autres estiment qu’il n’y a qu’à le suivre en l’encourageant. La tradition en vertu de laquelle l’État croit devoir diriger l’art date de Colbert. 
Les défenseurs de l’art officiel ont pensé que, de même que l’État était avec raison, pour l’instruction publique, l’éducateur de la nation, il lui appartenait de diriger les tendances artistiques du pays dans ce qu’il croyait être le beau et le vrai. 
L’art officiel a  développé ses élus en écrasant leurs adversaires, et pour qu’il ait le droit d’agir ainsi il eût fallu que ses représentants aient la certitude qu’ils soient en possession de la formule définitive. »

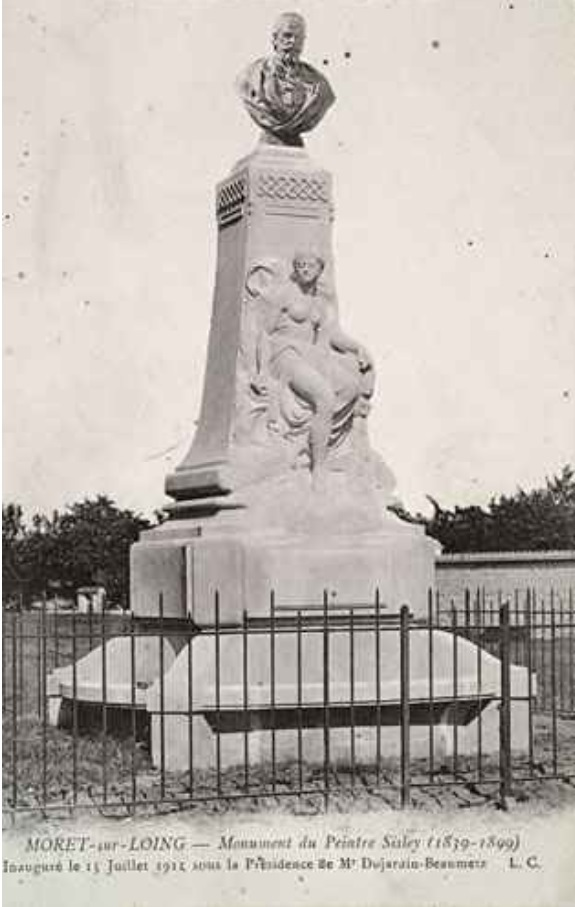
Monument du Peintre Sisley en 1911, carte postale de Louis Coffin.

En 1905, en tant que sous-secrétaire d'État aux Beaux-Arts, Étienne Dujardin-Beaumetz est nommé président d'honneur du comité exécutif du monument Sisley. Le monument à Alfred Sisley est inauguré le 15 juillet 1911 sous sa présidence au Champ de Mars à Moret-sur-Loing.
Radical et franc-maçon notoire, affilié à la loge La clémente Amitié, le 3 juillet 1905, Henri Dujardin-Beaumetz a voté pour la loi de séparation des Églises et de l'État, étant un farouche anti-clérical depuis le début de sa carrière politique.
Il est photographié en octobre 1910 lors de la Rentrée des Chambres (photo de presse, Agence Rol).

### Publications
- 1891 - Rapport : Création d'un régiment d'infanterie subdivisionnaire, Paris, Motteroz[27]
- 1891 - Rapport : Organisation des régiments régionaux d'infanterie, Paris, Motteroz[28]
- 1892 - Proposition de loi concernant la liberté des théâtres, présentée par MM. Gustave Isambert et Dujardin-Beaumetz, Paris, Motteroz[29]
- vers 1899 - Proposition de loi ayant pour objet le transfert au Panthéon des restes de Rude, David d'Angers, Ingres, Delacroix et Berlioz présentée par M. Dujardin-Beaumetz, Paris, Motteroz[30]
- 1905 - Discours et articles de journaux prononcés et publiés à l'occasion des obsèques de M. Antonin Proust (1832-1905) par Jules Claretie, Disleau et H.-C.-E. Dujardin-Beaumetz, Niort impr. de T. Mercier[31]
- 1907 - Congrès des sociétés savantes à Montpellier. Discours prononcé à la séance générale du congrès, le 6 avril 1907, par M. Dujardin-Beaumetz, Imprimerie nationale[32]
- 1913 - Entretiens avec Rodin[33], imprimé après décès par son frère François DB.
- 1913 - Discours de 1905 à 1911, Paris, P. Dupont[34],[35]

imprimé après décès par son frère François DB.

## Iconographie

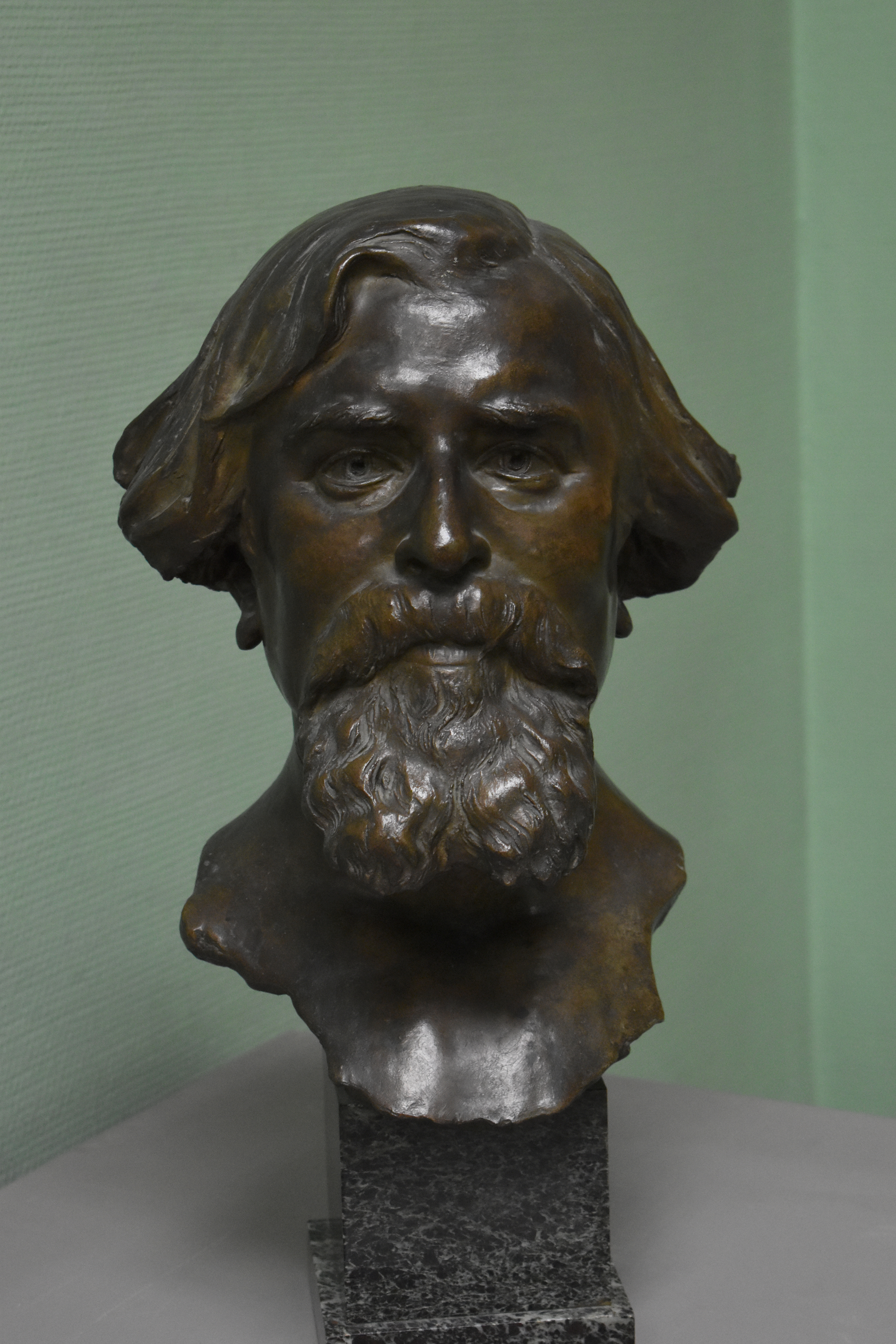
Buste d'Étienne Dujardin-Beaumetz par Marguerite Syamour (Musée Petiet).

- Adolphe Déchenaud, Portrait de Dujardin-Beaumetz, 1906, huile sur toile, Paris, musée d'Orsay[36]
- Jules-Alexandre Grün, Un Vendredi au Salon des Artistes français, huile sur toile, 1911 : Dujardin-Beaumetz est bien reconnaissable, assis à droite, conversant avec le peintre Harpignies. Musée des Beaux-Arts de Rouen[37].
- Victor Ségoffin, Dujardin-Beaumetz, 1914, buste[réf. nécessaire]
- Marguerite Syamour, Buste d'Étienne Dujardin-Beaumetz, buste en bronze (Musée Petiet de Limoux)
- Lemoine-Beaumetz : biographie du peintre intitulé "Beaumetz la Victoire" 2012

### Sources biographiques
- Romain Lemoine-Dujardin-Beaumetz, Beaumetz la Victoire, 2012  (ISBN 9782354140915).
- « Étienne Dujardin-Beaumetz », dans le Dictionnaire des parlementaires français (1889-1940), sous la direction de Jean Jolly, PUF, 1960 [détail de l’édition]
- Angelo Mariani (1838-1914), Figures contemporaines, tirées de l'album Mariani, E. Flammarion (Paris), H. Floury (Paris), G. Richard (Paris), 1906, vol.10, p. 136–138 .